# Lutz Sparowitz

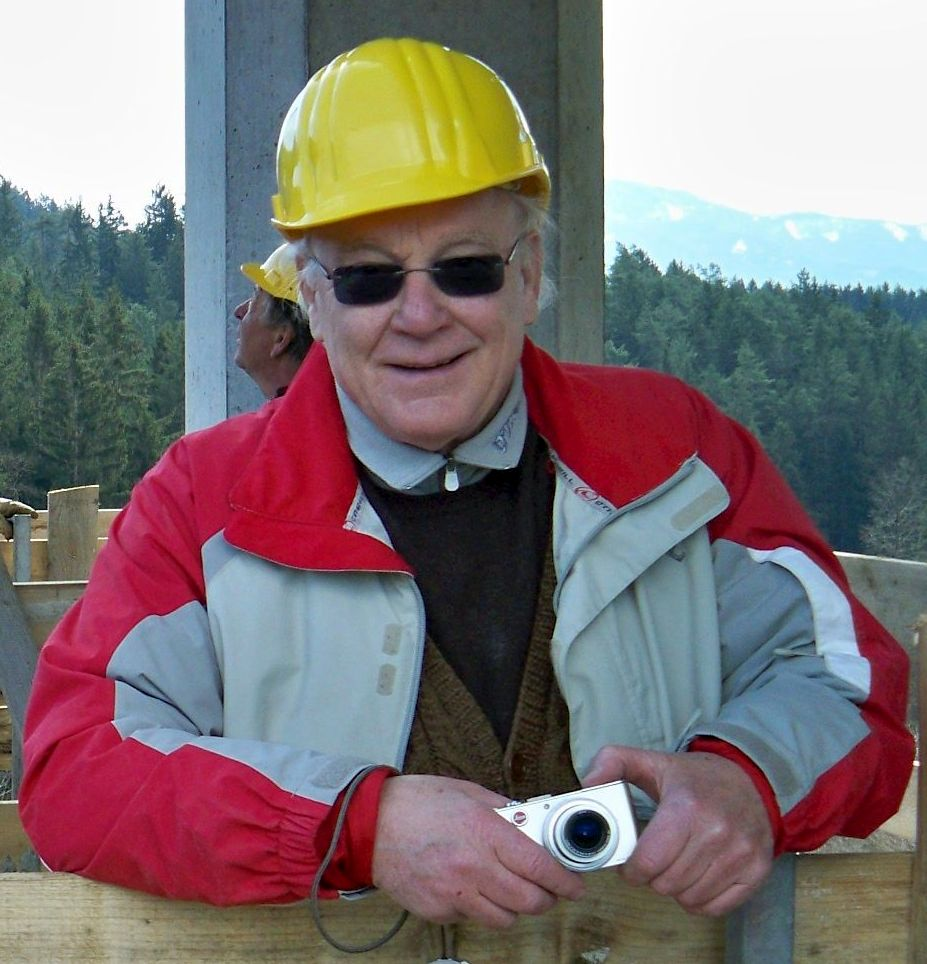
Lutz Sparowitz

Lutz Sparowitz (* 2. Dezember 1940 in Graz; † 31. Dezember 2019 ebenda) war ein österreichischer Bauingenieur und Hochschullehrer.

## Leben und Wirken
Sparowitz studierte ab 1961 Bauingenieurwesen an der TU Graz, sammelte von 1965 bis 1968 Erfahrungen in der Baupraxis, legte 1971 mit Auszeichnung seine Diplomingenieurprüfung ab, promovierte 1974 ebenfalls mit Auszeichnung und verbrachte ein Jahr als akademischer Gast an der ETH Zürich. Schon ein Jahr vor Abschluss seines Examens begann seine berufliche Karriere als Studienassistent und von September 1971 bis 1979 als Universitätsassistent am Institut für Stahlbeton- und Massivbau an der TU Graz bei seinem Institutsleiter und Doktorvater Fritz Bauer.
Ab 1976 war er halbtags im Ingenieurbüro Lorenz in Graz tätig, bei der er die Prüfung zum Zivilingenieur erfolgreich ablegte und ab 1980 als Partner des Unternehmens für die Abteilung Stahlbetonbau verantwortlich zeichnete.
1988 bewarb er sich um einen Lehrstuhl an der Gesamthochschule Kassel und setzte sich gegen 39 Bewerber durch, trat jedoch schon vor Dienstantritt zurück, da er zwischenzeitlich, 1989, zum Ordentlichen Professor von der Universität für Bodenkultur Wien (BOKU) ernannt worden ist und die Position des Institutsleiters für Konstruktiven Ingenieurbau übernahm. 1993 erhielt er einen Ruf von seiner Alma Mater und kehrte wieder an seine alte Wirkungsstätte an das Institut für Betonbau in Graz zurück. Ein völliger Abschied von Wien war es allerdings nicht, da er als Gastprofessor an der BOKU weiterhin Vorlesungen hielt. Als Leiter des Instituts für Betonbau in Graz bis zu seiner Emeritierung 2009 und Dekan der Fakultät für Architektur, war es Sparowitz ein Anliegen den kommunikativen Austausch und die Zusammenarbeit der Studenten dieser beiden Disziplinen zu fördern.
Sparowitz trug wesentlich zur Entwicklung und Technologie des Ultrahochfesten Faserbetons (Ultra High Performance Fiber Reinforced Composite – UHPFRC) bei, die beim Bau der 2010 eröffneten Wildbrücke Völkermarkt weltweit zum ersten Mal Verwendung gefunden hat.

## Privates
Sparowitz war verheiratet mit seiner Frau Trontja und hatte vier Kinder. Seine Familie ist im Besitz des Schlosses Groß-Söding und sein Hobby waren Renovierungsarbeiten an seinem Schloss.

## Ehrungen
- Houskapreis 2009[7]
- Österreichischer Staatspreis 2009[7]

## Nachweise
1. ↑  Traueranzeige. (PDF) Kleine Zeitung, abgerufen am 2. April 2020.
2. ↑  Akademischer Gast. ETH Zürich, abgerufen am 2. April 2020.
3. ↑  Sparowitz Lutz o. Uni.-Prof. Dipl.-Ing. Dr. techn. (Google Books) Club Carrier, S. 1095–1096, abgerufen am 2. April 2020.
4. 1 2  Lutz Sparowitz: TU info. (PDF) TU Graz, abgerufen am 2. April 2020.
5. ↑  „Wilder“ Erfolg zum Jubiläum. meinbezirk.at, abgerufen am 6. April 2020.
6. ↑  Freytag B., Nguyễn V.T., Kainz H., Bergmeister K.: Nachruf - Prof. Dipl.‐Ing. Dr. Lutz Sparowitz verstorben. (PDF) In: Volume115, Issue3. Beton- und Stahlbetonbau, März 2020, S. 251–256, abgerufen am 2. April 2020.
7. 1 2  Lutz Sparowitz; Forschung und Entwicklung für die Praxis. Linkedin, ehemals im Original (nicht mehr online verfügbar); abgerufen am 2. April 2020. (Seite nicht mehr abrufbar. Suche in Webarchiven)

1. Institut für Stahlbau:
Moritz Wappler (1846–1863) |
Adolf Gabriely (1864–1893) |
Josef Cecerle (1893–1919) |
Georg Kapsch (1920–1929) |
Franz Brunner (1930–1943) |
Konrad Sattler (1944–1945) |
Hermann Beer (1955–1972) |
Friedrich Resinger (1974–1988) |
Richard Greiner (1981–2010) |
Harald Unterweger (seit 2011)
2. Institut für Straßen- und Verkehrswesen:
Remigius Götz (1865–1866) |
Karl Scheidtenberger (1866–1885) |
Martin Kovatsch (1886–1894) |
Emil Teischinger (1895–1921) |
Valentin Köck (1921–1923) |
Paul Döll (1924–1938) |
Ernst Gottstein (1940–1945) |
Alois Pendl (1946–1962) |
Josef Raimund Dorfwirth (1964–1974) |
Herbert Köstenberger (1974–1990) |
Helmut Stickler (1995–2003) |
Martin Fellendorf (seit 2005)
3. Institut für Baustatik:
Karl Stelzel (1876–1912) |
Fritz Postuvanschitz (1913–1926) |
Heinrich Leitz (1929–1930) |
Heinrich Neukirch (1931–1939) |
Hermann Beer (1940–1955) |
Ernst Chwalla (1955–1960) |
Konrad Sattler (1961–1975) |
Peter Klement (1975–1993) |
Gernot Beer (1993–2012) |
Ulrich Walder (2004–2013) |
Thomas-Peter Fries (seit 2013)
4. Institut für Wasserbau und Wasserwirtschaft:
Wilhelm Heyne (1876–1894) |
Philipp Forchheimer (1894–1914) |
Hans Paul (1915–1938) |
Armin Schoklitsch (1939–1945) |
Hermann Grengg (1950–1962) |
Helmut Simmler (1964–1987) |
Günther Heigerth (1989–2006) |
Gerald Zenz (seit 2007)
5. Institut für Betonbau:
Robert Bortsch (1928–1941) |
Hermann Craemer (1941–1945) |
Erich Friedrich (1948–1966) |
Fritz Bauer (1967–1980) |
Richard Küng (1973–1994) |
Adalbert Koberg (1981–1995) |
Lutz Sparowitz (1994–2009) |
Viet Tue Nguyen (2010–2022) |
Dirk Schlicke (seit 2022)
6. Institut für Eisenbahnwesen und Verkehrswirtschaft:
Paul Döll (1940–1943) |
Erwin Massute (1943–1945) |
Karl Klugar (1969–1982) |
Klaus Rießberger (1984–2009) |
Peter Veit (2010–2024) |
Stefan Marschnig (seit 2024)
7. Institut für Siedlungswasserwirtschaft und Landschaftswasserbau:
Max Breitenöder (1957–1964) |
Ernst Nemecek (1965–1988) |
Ferdinand Wehrschütz (1974–1995) |
Heinz Bergmann (1975–2002) |
Helmut Renner (1983–2000) |
Harald Kainz (seit 2001) |
Dirk Muschalla (seit 2012)
8. Institut für Bodenmechanik, Grundbau und Numerische Geotechnik:
Christian Veder (1964–1979) |
Heinz Brandl (1979–1981) |
Martin Fuchsberger (1982–1993) |
Stephan Semprich (1993–2011) |
Roman Marte (seit 2012) |
Franz Tschuchnigg (seit 2024)
9. Institut für Bauphysik, Gebäudetechnik und Hochbau:
Fritz Reischl (1964–1981) |
Horst Gamerith (1981–2006) |
Peter Kautsch (2008–2019) |
Oliver Englhardt (2010–2017) |
Michael Monsberger (seit 2016) |
Christina Hopfe (seit 2020) |
Robert Scot McLeod (seit 2022)
10. Institut für Baubetrieb und Bauwirtschaft:
Rudolf Aita (1970–1978) |
Norbert Raaber (1981–1996) |
Gert Stadler (1996–2006) |
Hans Lechner (2002–2013) |
Detlef Heck (seit 2006) |
Gottfried Mauerhofer (seit 2013)
11. Institut für Holzbau und Holztechnologie:
Richard Pischl (1976–2004) |
Gerhard Schickhofer (seit 2004)
12. Institut für Materialprüfung und Baustofftechnologie:
Helmut Geymayer (1980–2002) |
Peter Maydl (2003–2024) |
Markus Krüger (seit 2015)
13. Institut für Baumechanik:
Rudolf Greimel (1985–2004) |
Martin Schanz (seit 2005)
14. Institut für Felsmechanik und Tunnelbau:
Wulf Schubert (1993–2018) |
Thomas Marcher (seit 2018)
15. Labor für Konstruktiven Ingenieurbau:
Karl Kernbichler (1997–2004)
16. Institut für Eisenbahn-Infrastrukturdesign:
Ferdinand Pospischil (seit 2021)
| Personendaten    | Personendaten                                  |
| ---------------- | ---------------------------------------------- |
| NAME             | Sparowitz, Lutz                                |
| KURZBESCHREIBUNG | österreichischer Ingenieur und Hochschullehrer |
| GEBURTSDATUM     | 2. Dezember 1940                               |
| GEBURTSORT       | Graz                                           |
| STERBEDATUM      | 31. Dezember 2019                              |
| STERBEORT        | Graz                                           |